# Споменик природе Стабло мунике у селу Горње Неродимље
Споменик природе „Стабло мунике у селу Горње Неродимље“ се налази на територији општине Урошевац, на Косову и Метохији. Стабло мунике (Pinus heldreichii Crist.) је заштићено 1961. године као споменик природе.

## Решење - акт о оснивању
Решење број 01-327 - Завод за заштиту природе и научно проучавање природних реткости НР Србије.